# Peder Lassen
 Ikke at forveksle med Peter Lassen.
Peder Lassen (født 20. august 1606 i Randers, død 5. oktober 1681 i København) var en dansk retskyndig.
Efter at have tilbragt 18 år i udlandet ved Europas berømteste universiteter, hvor han navnlig studerede retsvidenskab, vendte han omsider hjem og opnåede 1643 et kanonikat ved Aarhus Domkirke, hvorefter han i nogle år anvendtes til diplomatiske sendelser. Han tilbragte så en del år i sin fødeby, beskæftiget med studier, især af dansk ret, og forfattede en oversættelse af Jydske Lov på latin (senere udgivet af Kofod Ancher).
Efter regeringsforandringen udnævntes han fra 1. januar 1661 til kongelig råd og fik sæde i den samme år oprettede Højesteret. Kendt er Lassen dog især blevet ved sin medvirkning ved udarbejdelsen af Christian 5.'s Danske Lov. Han var medlem af 1. lovkommission af 1661 og spillede en vigtig rolle i denne og de følgende kommissioner. I 1666 fik den da fungerende kommissions medlemmer ordre til hver for sig at forfatte et lovudkast, og Lassen har vistnok ment, at hans udkast let ville blive det bedste, men Rasmus Vindings udkast med senere omarbejdelser sejrede til sidst.
Da man efter Frederik 3.'s død i 1672 genoptog arbejdet, blev det Vindings udkast, der lagdes til grund, hvilket Lassen følte som en krænkelse; men han har i øvrigt foranlediget mange rettelser i Vindings udkast, og hans navn må nævnes efter Vindings, når talen er om forfatterskabet til Danske Lov. Lassen og hans hustru, som ingen børn havde, oprettede en del legater, i alt til et beløb af 16.436 rigsdaler i specier, derimellem et rejsestipendium for 2 studenter af deres slægt.